# Petra de Bruin
Petra de Bruin (Nieuwkoop, 22 de febrer de 1962) va una ciclista neerlandesa. Va combinar el ciclisme en pista amb la carretera. Del seu palmarès destaca el Campionat del Món en ruta de 1979 i una medalla de bronze al Campionat del món de persecució l'any següent.

## Palmarès en ruta
- 1979
  -  Campiona del món en ruta
- 1984
  - Vencedora de 3 etapes al Tour de França
- 1985
  - 1a a la Volta als Països Baixos i vencedora d'una etapa
  - Vencedora d'una etapa al Tour de França
- 1989
  - Vencedora d'una etapa al Postgiro

## Palmarès en pista
- 1985
  -  Campiona dels Països Baixos en Persecució
- 1987
  -  Campiona dels Països Baixos en Persecució
- 1988
  -  Campiona dels Països Baixos en Òmnium
- 1989
  -  Campiona dels Països Baixos en Persecució